# Победа (фильм, 1938)

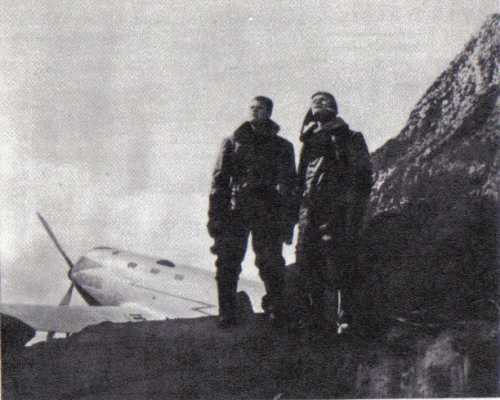
Кадр из фильма «Победа» (СССР, 1938)

«Победа» (альтернативное название «Счастливый случай») (фильм, 1938) — исторический фильм режиссёров Всеволода Пудовкина и Михаила Доллера.

## Сюжет
Трое лётчиков-испытателей, рискуя жизнью, совершают беспосадочный кругосветный перелёт. Их экспериментальный самолёт «Победа-1» теряет радиосвязь, и японская радиостанция объявляет, что он потерпел крушение. Мать одного из пилотов — Клима Самойлова — не теряет надежды, что её сын жив, и брат лётчика Саша начинает безуспешные поиски…

## Интересные факты
Весь мир восхищался успехом экипажа Чкалова. Но некоторые считали, что это была просто редкая удача и вряд ли кто решится повторить такой путь снова.
Каково же было удивление, когда спустя 22 дня после перелета Чкалова через полюс в Америку вылетел другой советский самолет.
12 июля 1937 г. самолет АНТ-25-1 с экипажем в составе Героя Советского Союза М. М. Громова (командир), А. Б. Юмашева (второй пилот) и С. А. Данилина (штурман) в 3 часа 21 минуту поднялся с московского аэродрома и взял курс на север.
Цель этого полета заключалась в том, чтобы пройти по наикратчайшему пути из Москвы в Америку через Северный полюс и этим самым показать миру, что полеты наши основываются на научном знании, а не на счастливой случайности.
Экипаж Громова ставил также задачу установить новый рекорд дальности полета по прямой, который до этого держали французские летчики.
Самолет находился в воздухе 62 часа 17 минут. Мировой рекорд дальности, установленный по маршруту Москва — Северный полюс — Америка, завоевали советские летчики. Маршрут самолета АНТ-25-1 превышал 10 200 км.

## В ролях
- Екатерина Корчагина-Александровская — мать Клима
- Владимир Соловьёв — Клим Самойлов, лётчик
- Алексей Зубов — Саша, брат Клима
- Сергей Остроумов — Ломов
- Лука Ляшенко — Фомин
- Николай Санишвили — Гудиашвили
- Александр Гречаный — Горелов
- Любовь Калюжная — Лиза
- Зинаида Карпова — Анна
- Хаким Давлетбеков — радист

## Съёмочная группа
- Режиссёры: Всеволод Пудовкин, Михаил Доллер
- Сценаристы: Натан Зархи, Всеволод Вишневский
- Композитор: Юрий Шапорин
- Оператор: Анатолий Головня
- Художники: Владимир Камский, Виктор Иванов
- Звукорежиссёр: Евгений Нестеров